# Walter Nowotny
Walter Nowotny (Gmünd, 7 de dezembro de 1920 — Epe, 8 de novembro de 1944) foi um piloto aviador austríaco e alemão que se tornou num ás da aviação da Luftwaffe durante a Segunda Guerra Mundial. Durante o seu serviço militar, em apenas 442 missões de combate, obteve 258 vitórias aéreas; destas vitórias, 255 foram obtidas na Frente Oriental e três foram alcançadas com o caça a jato Messerschmitt Me 262, durante a campanha de Defesa do Reich. A maior parte das suas vitórias aéreas foram alcançadas enquanto pilotava o Focke-Wulf Fw 190, e aproximadamente 50 delas deram-se com o caça Messerschmitt Bf 109.
Nowotny juntou-se à Luftwaffe em 1939 e completou seu treinamento de piloto de caça em 1941, após o qual foi colocado na Jagdgeschwader 54 "Grünherz" (JG 54) na Frente Oriental. Nowotny foi o primeiro piloto da história a alcançar as 250 vitórias aéreas, das quais 194 foram obtidas apenas em 1943, feito pelo qual foi condecorado com a Cruz de Cavaleiro da Cruz de Ferro com Folhas de Carvalho, Espadas e Diamantes no dia 19 de outubro de 1943. Por motivos de propaganda do regime alemão, ele foi ordenado a deixar de pilotar em combate.
Nowotny voltaria ao serviço ativo de linha da frente em setembro de 1944, para testar e desenvolver táticas de combate aéreo para o caça a jato Messerschmitt Me 262. Com esta aeronave ele ainda obteve três vitórias aéreas antes de falecer num acidente aéreo depois de um combate contra caças das Forças Aéreas do Exército dos Estados Unidos, no dia 8 de novembro de 1944. Depois da sua morte, a primeira asa de combate operacional equipada com caças da jato, a Jagdgeschwader 7, foi baptizada em sua honra.

## Início de vida
Walter Nowotny nasceu em Gmünd, uma pequena cidade na Baixa Áustria. O seu pai, Rudolf Nowotny, era funcionário ferroviário; os seus dois irmãos, Rudolf e Hubert, tornaram-se oficiais da Wehrmacht. Hubert Nowotny foi morto em combate na Batalha de Stalingrado. De 1925 até 1935, a sua família viveu em Schwarzenau até que o seu pai foi transferido para Mistelbach, ao norte de Viena. Walter frequentou a escola primária (Volksschule) em Schwarzenau antes de se formar na Bundesoberrealschule em Waidhofen an der Thaya. Durante esses anos, ele também cantou no coro do convento cisterciense na Abadia de Zwettl.
Devido à transferência do seu pai, Nowotny teve de ser matriculado na escola secundária (Oberschule) em Laa an der Thaya, onde recebeu o seu diploma (Abitur) em maio de 1938. Na adolescência, Nowotny interessou-se por todos os tipos de desportos. Em 1935, ele jogou futebol pela equipa da escola em Waidhofen e, em 1937, conquistou o primeiro lugar no lançamento de dardo e o terceiro lugar nos 1000 metros da Baixa Áustria num campeonato de atletismo. Nowotny também visitou os Jogos Olímpicos de Verão de 1936 em Berlim. Para o seu Serviço de Trabalho obrigatório (Reichsarbeitsdienst), ele juntou-se à Luftwaffe no dia 1 de outubro de 1939. Anteriormente, Nowotny já se havia juntado ao Partido Nazi (NSDAP - Partido Nacional Socialista dos Trabalhadores Alemães) em 1938, com o número de membro 6.382.781.

## Carreira na Luftwaffe
O treinamento militar básico de Nowotny começou no 2. Flieger-Ausbildungsregiment 62 em Quedlimburgo (1 de outubro de 1939 – 15 de novembro de 1939) e continuou na Luftkriegschule 5 em Breslávia-Schöngarten (16 de novembro de 1939 – 30 de junho de 1940). Ele foi promovido a Fahnenjunker-Gefreiter no dia 1 de março de 1940 e logo depois, em 1 de abril de 1940, para Fahnenjunker-Unteroffizier. No dia 1 de julho de 1940, Notwotny foi promovido novamente ao posto de Fähnrich. Ele completou seu treinamento de piloto e recebeu o Distintivo de Piloto em 19 de agosto de 1940. Nowotny também treinou como piloto de caça na Jagdfliegerschule 5 em Viena-Schwechat (1 de agosto de 1940 – 15 de novembro de 1940), a mesma escola que Hans-Joachim Marseille havia frequentado um ano antes. Um dos seus professores na Jagdfliegerschule 5 foi o ás da Primeira Guerra Mundial austro-húngaro Julius Arigi. Aqui Nowotny fez amizade com Karl Schnörrer e Paul Galland, o irmão mais novo do General der Jagdflieger Adolf Galland. Após a graduação na Jagdfliegerschule 5, Nowotny foi transferido para o I./Ergänzungs-Jagdgruppe Merseburg em 16 de novembro de 1940, realizando cobertura aérea para a zona industrial de Leuna.

### Serviço na Jagdgeschwader 54

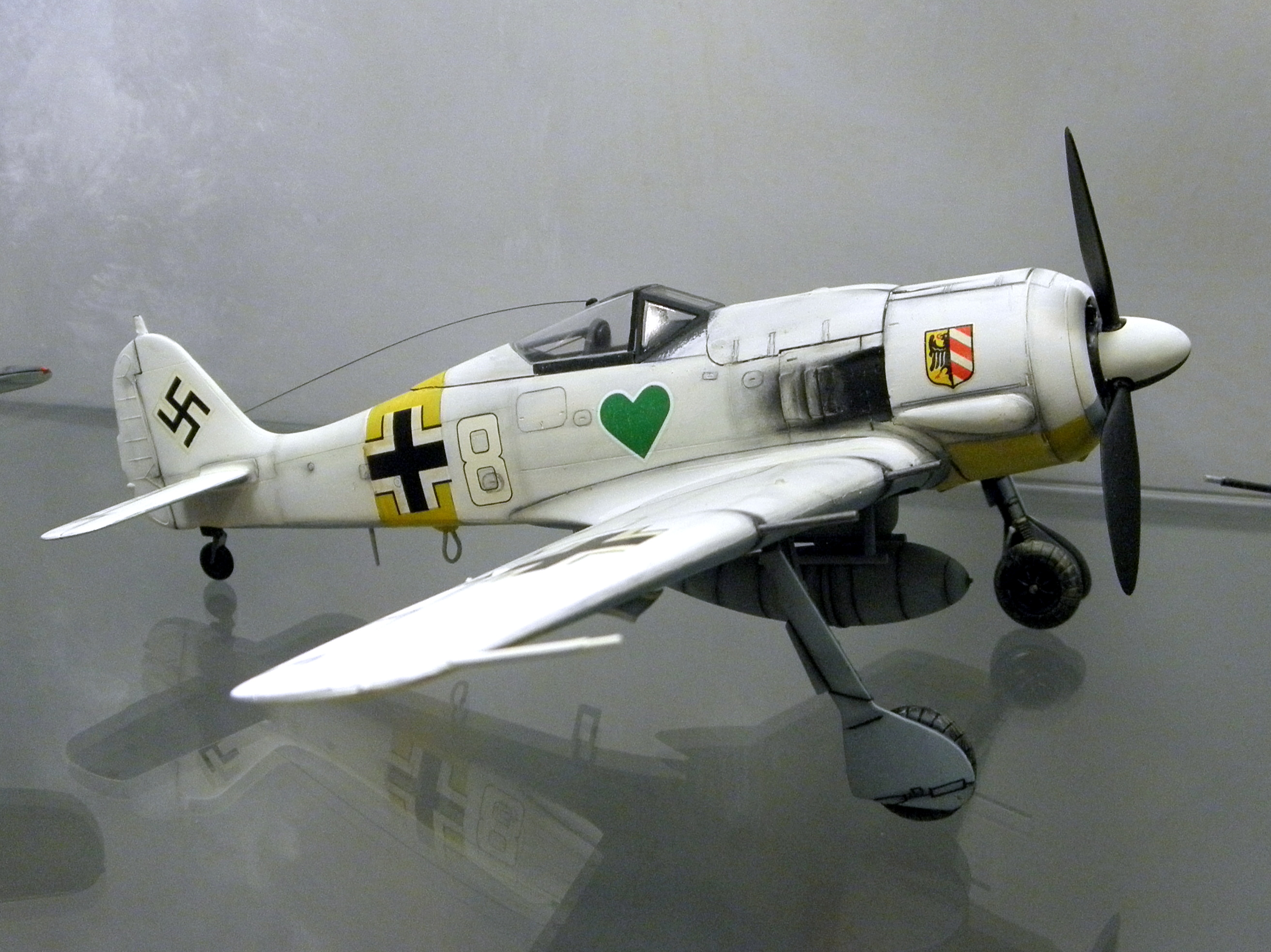
Modelo à escala de um Focke-Wulf Fw 190A-4 da JG 54

Nowotny foi colocado no Ergänzungsstaffel (esquadrão de treino/suprimento) da Jagdgeschwader 54 (JG 54) no dia 1 de dezembro de 1940. Na época, a JG 54 estava sob o comando do major Hannes Trautloft. Nowotny seria transferido novamente, desta vez para a 9. Staffel da JG 54 (9./JG 54), a chamada Teufelsstaffel (Esquadrão do Diabo), onde foi treinado por veteranos da linha de frente (23 de fevereiro de 1941 – 25 de março de 1941). De 25 de março de 1941 a 10 de março de 1942, Notwotny voou com o Stabsstaffel do Ergänzungs-Jagdgruppe JG 54 onde foi promovido a Leutnant em 1 de abril de 1941, em vigor a partir de 1 de fevereiro de 1941.
Nowotny pilotou um Messerschmitt Bf 109 E-7 "Weiß 2" na sua 24.ª missão operacional no dia 19 de julho de 1941 e obteve as suas primeiras duas vitórias aéreas, ambas biplanos Polikarpov I-153 da Voenno-Vozdushnye Sily (VVS — Forças Aéreas Militares), sobre Saaremaa. Ele foi abatido no mesmo combate por Aleksandr Avdeyev, também num Polikarpov I-153. De acordo com os arquivos soviéticos, nenhum avião soviético foi perdido no combate. Nowotny passou três dias num bote no Golfo de Riga - numa ocasião quase foi atropelado por um contratorpedeiro soviético - até que finalmente foi levado à costa da Letónia.
Nowotny rapidamente recuperou e, em 31 de julho, abateu um hidroavião Beriev MBR-2 a noroeste de Saaremaa e um bombardeiro Ilyushin DB-3 a sul da ilha. Ao longo da sua carreira de combate, Nowotny sempre usaria as calças (em alemão: Abschußhose aproximadamente "calças abatidas", às vezes também chamadas de "calças da vitória") que havia usado durante aqueles três dias no Golfo de Riga - com uma exceção, a sua última missão, em Achmer a 8 de novembro de 1944, quando ele foi faleceu enquanto pilotava um caça a jato Messerschmitt Me 262.
Em 1942, Nowotny aumentou o seu número de vitórias e reivindicou a sua 30.ª e 31.ª vitórias a 11 de julho, na cabeça de ponte de Volkhov, feito que lhe rendeu o Troféu de Honra da Luftwaffe (Ehrenpokal der Luftwaffe) em 14 de julho de 1942. Nowotny abateu mais cinco aeronaves num único dia (32.ª–36.ª vitórias), um feito conhecido como "ás num dia", em 20 de julho e repetiu a proeza com sete (48.ª – 54.ª vitórias) em 2 de agosto. Depois de abater três aeronaves inimigas no dia 11 de agosto, o Leutnant Nowotny realizou três passagens de vitória sobre o seu campo de aviação, apesar de ter sofrido danos de combate no seu Bf 109 "schwarz 1". Na aterragem subsequente, a sua aeronave deu uma cambalhota e ele sofreu ferimentos moderados. Walter Nowotny recebeu a Cruz de Cavaleiro da Cruz de Ferro (Ritterkreuz des Eisernen Kreuzes) em 4 de setembro, depois de obter 56 vitórias aéreas na sua carreira. A Cruz de Cavaleiro rendeu-lhe uma licença de regresso a casa em Viena. Lá, os irmãos Hubert e Walter encontraram-se pela última vez antes de Hubert falecer em Stalingrado. Em 25 de outubro o Leutnant Nowotny foi nomeado Staffelkapitän da 1./JG 54, substituindo o Oberleutnant Heinz Lange.
Em janeiro de 1943, a JG 54 começou a converter o seu efetivo para o caça Focke-Wulf 190. Com a nova aeronave, Nowotny obteve vitórias numa taxa de sucesso sem precedentes, frequentemente com uma média de mais de dois aviões abatidos por dia, durante semanas a fio. A partir de 1 de fevereiro de 1943, Nowotny, Karl Schnörrer, - ala de Nowotny desde o final de 1942 - Anton Döbele e Rudolf Rademacher, formaram uma equipe conhecida como "cadeia de demônios" (Teufelskette) ou Nowotny Schwarm, que durante o curso da guerra foi creditado com 524 vitórias combinadas, tornando-os na pequena equipe de maior sucesso da Luftwaffe.
Nowotny obteve a sua 69.ª a 72.ª vitória em 16 de março. Ele atingiu a marca centenária em 5 de junho de 1943, na sua 344.ª missão de combate. Ele foi o 42.º piloto da Luftwaffe a atingir a marca das 100 vitórias. Até 24 de junho, ele acumularia mais 24 vitórias, aumentando o seu total para 124 vitórias. Em 21 de agosto, Nowotny foi nomeado Gruppenkommandeur do I./JG 54. Só em agosto, ele abateu 49 aeronaves - um número exatamente alcançado apenas por Erich Hartmann da Jagdgeschwader 52 (JG 52) - elevando o total de Nowotny para 161 vitórias. No dia 1 de setembro, ele obteve dez vitórias em duas missões, que elevaram a sua marca para 183. Setenta e duas horas (72h) depois, esse número já havia subido para 189, o que lhe valeu a Cruz de Cavaleiro da Cruz de Ferro com Folhas de Carvalho (Ritterkreuz des Eisernen Kreuzes mit Eichenlaub) no dia 8 de setembro. O prêmio seria entregue pessoalmente pelo Führer, Adolf Hitler, no dia 22 de setembro de 1943. No entanto, nesta data Nowotny já havia alcançado a marca de 200 vitórias aéreas, em 8 de setembro, e, em 15 de setembro, a sua 215.ª vitória, fazendo dele o piloto com maior número de vitórias na Luftwaffe até então. Dois aviões Lavochkin La-5 e um Yakovlev Yak-9 em 17 de setembro elevaram a sua pontuação para 218 vitórias, o que lhe rendeu a Cruz de Cavaleiro da Cruz de Ferro com Folhas de Carvalho e Espadas (Ritterkreuz des Eisernen Kreuzes mit Eichenlaub und Schwertern) em 22 de setembro de 1943. A planeada apresentação das Folhas de Carvalho tornou-se então numa cerimônia de Espadas.

### Diamantes
Nowotny foi promovido a Hauptmann no dia 21 de setembro de 1943, em vigor a partir de 1 de outubro, após a sua 225.ª vitória. Em 14 de outubro de 1943, ele tornou-se no primeiro piloto a alcançar 250 vitórias, após 442 missões de combate. Nowotny estava a comemorar esse feito no Ria Bar em Vilnius quando recebeu um telefonema do próprio Hitler, anunciando que ele havia recebido a Cruz de Cavaleiro da Cruz de Ferro com Folhas de Carvalho, Espadas e Diamantes (Ritterkreuz des Eisernen Kreuzes mit Eichenlaub, Schwertern und Brillanten), tornando-o no oitavo de 27 homens a receber esta condecoração (na altura a mais alta da Alemanha).
Os Brillanten (diamantes) foram entregues por Hitler no Wolfsschanze, perto de Kętrzyn (alemão: Rastenburg) no dia 19 de outubro de 1943. Nowotny saiu imediatamente de férias curtas para Viena antes de voltar à sua unidade de linha da frente. No dia 29 de outubro de 1943, Nowotny entregou uma Cruz de Cavaleiro da Cruz de Ferro ao Oberfeldwebel Otto Kittel. Nos dias seguintes, Nowotny voou como asa de Karl Schnörrer, ajudando-o a acumular mais vitórias. No dia 11 de novembro, Anton Döbele foi morto quando abalroou a sua aeronave contra um Il-2 Sturmovik. No dia seguinte, em 12 de novembro de 1943, Schnörrer ficou gravemente ferido após saltar da sua aeronave em baixa altitude. Schnörrer foi substituído como asa de Nowotny pelo Unteroffizier Ernst Richter. Com Richter, Nowotny conquistou as suas duas últimas vitórias aéreas na frente oriental em 15 de novembro de 1943. No total, Nowotny reivindicou 255 vitórias confirmadas e mais 50 não confirmadas antes de ser retirado do serviço de combate.
Nowotny foi enviado em uma viagem de propaganda na Alemanha, que incluiu a apresentação da Cruz de Cavaleiro da Cruz de Mérito da Guerra (Ritterkreuz des Kriegsverdienstkreuzes) para o engenheiro ferroviário August Kindervater no dia 7 de dezembro de 1943 – dia do 23.º aniversário de Nowotny. Pouco antes do Natal, ele visitou o local de produção da Focke-Wulf em Bad Eilsen, onde foi recebido pelo professor Kurt Tank. No dia 11 de janeiro de 1944 o prefeito de Viena, Dipl.-Ing. Hanns Blaschke concedeu a Nowotny o anel de honra da cidade, com a apresentação a ocorrer uma semana mais tarde. Foi um símbolo que Nowotny aceitou com relutância, sentindo que não o merecia. A sua próxima visita oficial foi a Büromaschinenfabrik (fábrica de máquinas de escritório) em Zella-Mehlis, antes de voltar por um curto período de tempo à Jagdgeschwader 54. Nowotny foi então nomeado Geschwaderkommodore da Jagdgeschwader 101 (JG 101) e comandante da Jagdfliegerschule 1, uma escola de treino de pilotos de caça da Luftwaffe em Pau, no sul da França, em abril de 1944.

### Kommando Nowotny e falecimento

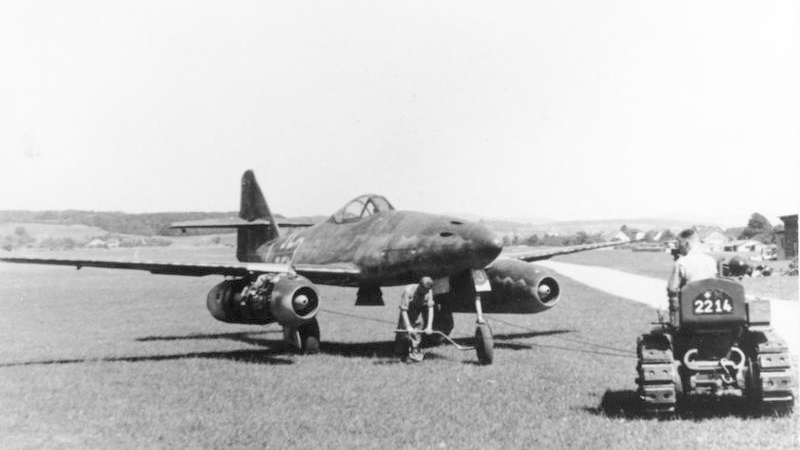
Um Me 262 A, em 25 de abril de 1945

Em setembro de 1944, Nowotny foi nomeado comandante de uma unidade especializada chamada Kommando Nowotny, equipada com o recém-desenvolvido avião a jato Messerschmitt Me 262 em campos de aviação perto de Osnabrück. A unidade não teve apenas que enfrentar o inimigo, mas também trabalhar durante a fase de 'amadurecimento' do Me 262 e desenvolver as táticas apropriadas para uma unidade a jato. No dia 7 de outubro, Nowotny abateu um bombardeiro B-24 Liberator, a sua primeira vitória aérea na Frente Ocidental.
Os generais Alfred Keller e Adolf Galland haviam programado uma inspecção no campo de aviação Achmer para a tarde de 7 de novembro de 1944. Galland já havia visitado o Kommando Nowotny várias vezes e estava profundamente preocupado com a alta taxa de atrito e o escasso sucesso alcançado pelo Me 262. Depois de inspeccionar os dois aeródromos em Achmer e Hesepe, ele ficou no quartel de Penterknapp para discutir os problemas das semanas anteriores. Vários pilotos expressaram abertamente as suas dúvidas quanto à prontidão do Me 262 para operações de combate.

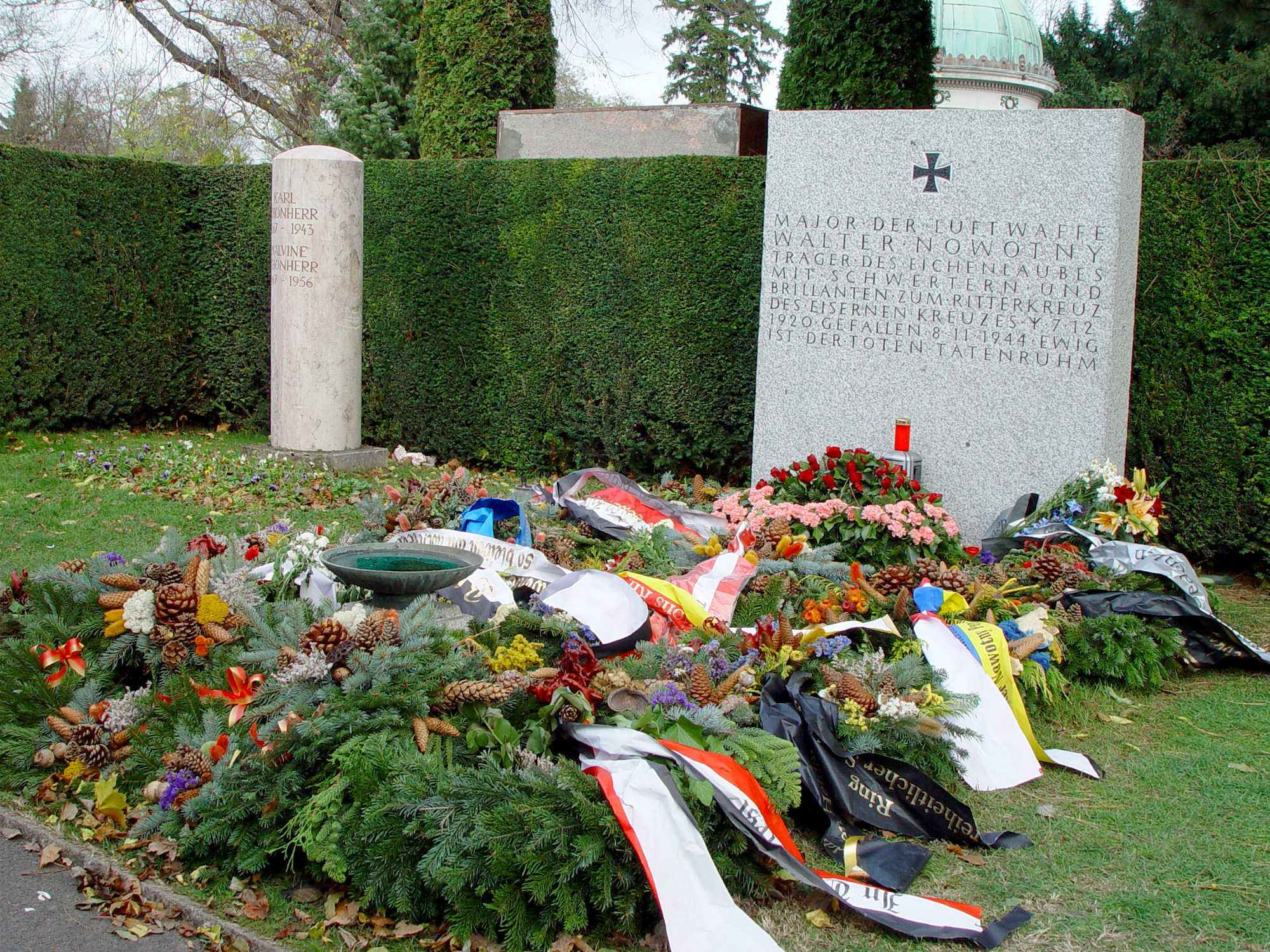
Túmulo de Walter Nowotny no Zentralfriedhof, em Viena

Na manhã seguinte, 8 de novembro de 1944, os generais chegaram novamente ao posto de comando de Nowotny e Keller declarou que os ases dos últimos anos haviam-se tornado covardes e que a Luftwaffe havia perdido o seu espírito de luta. Pouco depois, chegou ao posto de comando a notícia de que uma grande formação de bombardeiros se aproximava. Dois Rotten de Me 262 estavam preparados para a descolagem, Erich Büttner e Franz Schall em Hesepe, e Nowotny e Günther Wegmann em Achmer. No início, apenas Schall e Wegmann conseguiram descolar porque Büttner teve um pneu furado durante o taxiamento e as turbinas de Nowotny inicialmente não ligavam para dar início à descolagem. Com algum atraso, Nowotny descolou e enfrentou o inimigo por conta própria, tendo Schall e Wegmann ambos se retirado da batalha após sofrerem danos nas aeronaves. Nowotny comunicou pelo rádio que havia abatido um B-24 Liberator e um P-51 Mustang antes de reportar uma falha de motor e fazer uma última transmissão distorcida contendo a palavra "arder". Helmut Lennartz lembrou:
"Lembro-me da queda de Nowotny muito bem. O Feldwebel Gossler, um operador de rádio da nossa unidade, havia instalado um rádio no campo de aviação. Naquele momento, eu e muitos outros ouvimos as comunicações de rádio com a aeronave de Nowotny. As suas últimas palavras foram: "Eu estou a arder" ou "está a arder". As palavras estavam um pouco distorcidas. 

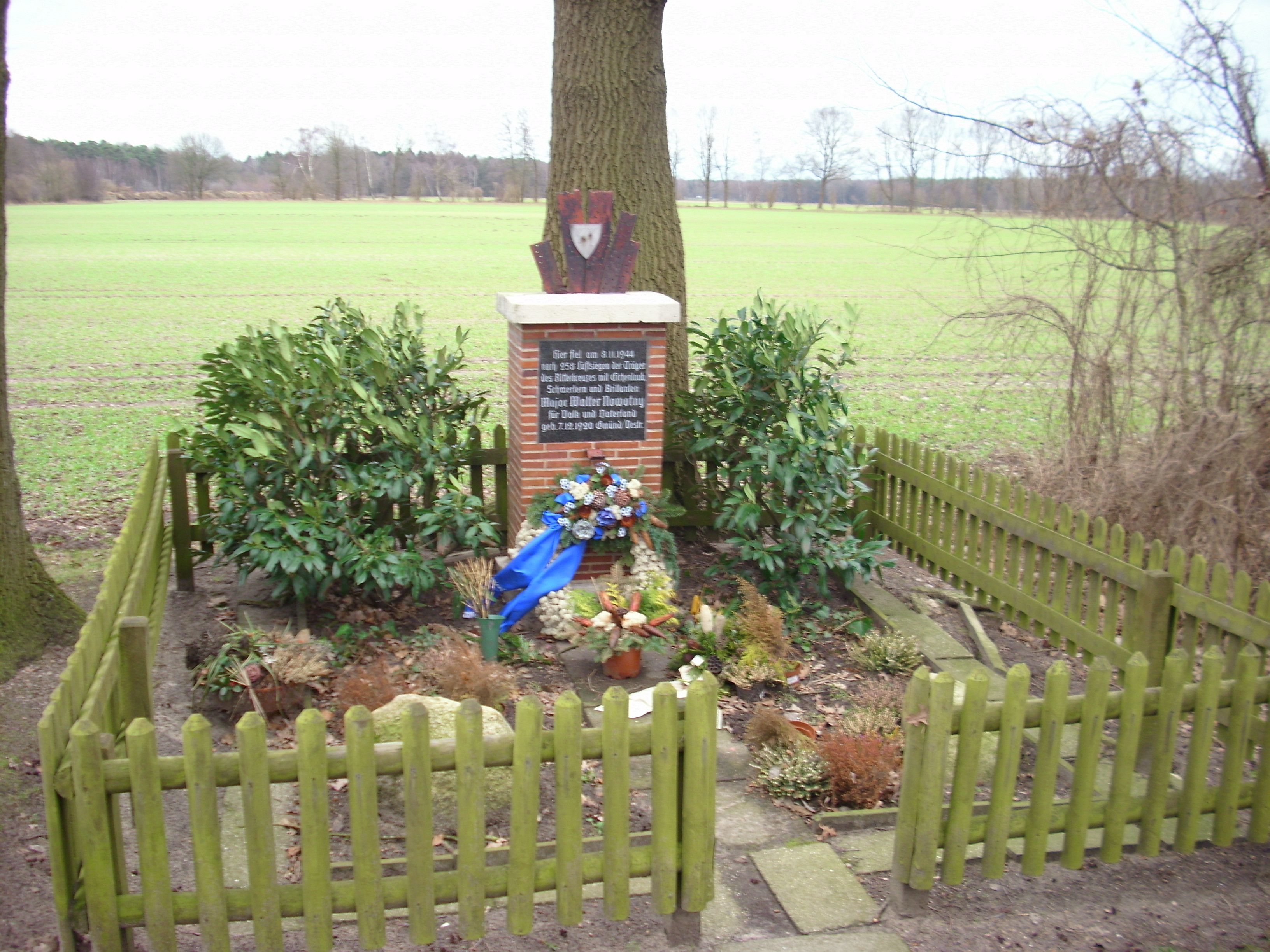
Memorial até agosto de 2017

Memorial actual

Ainda não está claro se Nowotny foi morto devido a uma falha no motor ou se ele foi abatido pelo Capitão Ernest Fiebelkorn (20.º Grupo de Caças) das Forças Aéreas do Exército dos Estados Unidos (USAAF) e pelo Primeiro Tenente Edward "Buddy" Haydon (357.º Grupo de Caças) a leste de Hesepe. Nos últimos anos, historiadores militares dos Estados Unidos propuseram que o responsável pelo abate de Nowotny pode ter sido o piloto do P-51D, Tenente Richard W. Stevens, do 364.º Grupo de Caças. Muitas testemunhas observaram o Me 262 A-1a (Werk Nummer 110 400—número de fábrica) "Weiß 8" de Nowotny a mergulhar verticalmente das nuvens e a cair em Epe, 2,5 quilômetros a leste de Hesepe.
Nowotny recebeu um funeral oficial em Viena. A guarda de honra era composta pelo seu amigo Karl Schnörrer, Oberst Gordon Gollob, Major Rudolf Schoenert, Hauptmann Heinz Strüning, Major Josef Fözö e Major Georg Christl. O elogio foi feito pelo General der Jagdflieger Adolf Galland e pelo Generaloberst Otto Deßloch. Nowotny foi enterrado no Zentralfriedhof em Viena num túmulo de honra patrocinado pela cidade de Viena. Seguindo uma iniciativa do Partido dos Verdes austríaco e debates no Landtag de Viena, uma resolução apoiada pelos sociais-democratas e verdes foi aprovada para remover o estatuto de honra em 2003.
Após a morte de Nowonty, um memorial de pedra foi construído no local do acidente em Epe, incluindo vestígios do seu Me 262. A placa comemorativa no memorial dizia: "Aqui em 8 de novembro de 1944, após 258 vitórias aéreas, o condecorado com a Cruz de Cavaleiro com Folhas de Carvalho, Espadas e Diamantes, Major Walter Nowotny, tombou pelo povo e pela pátria." Em agosto de 2017, após um longo debate em Bramsche, a placa foi substituída por um novo texto, abordando a questão da homenagem a supostos heróis de guerra e homenagem às vítimas da guerra e da resistência.

## Resumo de carreira

### Reivindicações de vitória aérea
Matthews e Foreman, autores de Luftwaffe Aces - Biografias e Reivindicações de Vitórias, realizaram pesquisas nos Arquivos Federais Alemães e encontraram registos de 256 reivindicações de vitória aérea, além de quatro outras reivindicações não confirmadas. Este número de reivindicações confirmadas inclui 255 vitórias aéreas na Frente Oriental e uma vitória na Frente Ocidental com o caça a jato Me262.

### Condecorações
- Ordem da Cruz da Liberdade, 1.ª Classe[42]
- Medalha de Honra da Força Aérea da Finlândia[42]
- Distintivo de Piloto/Observador em Ouro com Diamantes[42]
- Medalha da Frente Oriental[42]
- Distintivo de Voo do Fronte da Luftwaffe para pilotos de caça em Ouro com Flâmula "400" (17 de maio de 1942)[42]
- Troféu de Honra da Luftwaffe (20 de julho de 1942) como Leutnant e piloto[43]
- Distintivo de Ferido em Preto[42]
- Anel de honra da cidade de Viena (11 de janeiro de 1944)[44]
- Cruz de Ferro (1939)
  - 2ª classe (23 de julho de 1941)[45]
  - 1ª classe (19 de agosto de 1941)[45]
- Cruz Germânica em Ouro (21 de agosto de 1942) como Leutnant no I./JG 54[46]
- Cruz de Cavaleiro da Cruz de Ferro (4 de setembro de 1942) como Leutnant e piloto no 9./JG 54[47][48][nota 4]
  - 293ª Folhas de Carvalho (4 de setembro de 1943) como Oberleutnant e Staffelkapitän do 1./JG 54[49][50][51]
  - 37ª Espadas (22 de setembro de 1943) como Hauptmann e Gruppenkommandeur do I./JG 54[49][52][53]
  - 8º Diamantes (19 de outubro de 1943) como Hauptmann e Gruppenkommandeur do I./JG 54[49][54][55]